# Егімій
Егімій (давньогрецькою: Αἰγίμιος) - міфологічний грецький предок дорійців, якого визначають як їхнього законного царя в часи, коли вони населяли північні частини Фессалії.

## Міфологія
Егімій попросив Геракла допомоги у війні проти лапіфів і на знак подяки запропонував йому третину свого царства. Лапіти були завойовані, але Геракл не взяв собі територію, обіцяну йому Егімієм, а залишив царю, який мав зберегти її для синів Геракла.
Егімій мав двох синів, Діма і Памфіла, які мігрували на Пелопоннес і вважалися предками двох гілок дорийської раси, диманів і памфілійців в Анатолії. Третя ж гілка — Гіллеяни, отримала свою назву від Гілласа, сина Геракла, якого усиновив Егімій.
В давнину існувала епічна поема «Егімій» (Aegimius), від якої збереглося лише кілька фрагментів. Авторство цієї поеми іноді приписують Гесіоду, а іноді Серкопсу з Мілета. В «Фрагментах» Гесіода збереглося менше, ніж дюжина цитат, які частково стосувалися міфу про Іо та Аргоса Панопта.